# Succiniropsis
Genre
Succiniropsis est un genre fossile d'araignées aranéomorphes de la famille des Zoropsidae.

## Distribution
Les espèces de ce genre ont été découvertes dans de l'ambre de la mer Baltique et de Bitterfeld en Saxe-Anhalt en Allemagne. Elles datent du Paléogène.

## Liste des espèces
Selon The World Spider Catalog 16.5 :
- †Succiniropsis kutscheri Wunderlich, 2004
- Succiniropsis runcinata Wunderlich, 2012
- †Succiniropsis samlandica Wunderlich, 2004

## Publication originale
- (en) Wunderlich, 2004 : The fossil Zoropsidae in Baltic amber with revised diagnoses of the family Zoropsidae and its fossil and extant higher taxa. Beiträge zur Araneologie, vol. 3, p. 1489–1522.